# Megacyllene decora
Megacyllene decora là một loài bọ cánh cứng trong họ Cerambycidae.